# Рада народних представників (Індонезія)
Рада народних представників (індонез. Dewan Perwakilan Rakyat, DPR, РНП) — одна з двох палат вищого законодавчого органу Індонезії — Народного консультативного конгресу (НКК). Виконує поточні законодавчі функції у перервах між сесіями НКК, фактично є постійно діючим однопалатним парламентом.
Правові основи діяльності РНП закладені у главі VII чинної конституції Індонезії (статті 19—22). Окремі аспекти, що стосуються ролі РНП у межах Народного консультативного конгресу та її взаємодії з президентом, регулюються, відповідно, главами II (стаття 2) і V (стаття 5) конституції. Порядок формування, організаційна структура й чисельність РНП, а також деталізація його повноважень визначаються чинним законодавством.
До компетенції РНП входить розробка, прийняття і контроль за виконанням законів, затвердження п'ятирічних основ державного курсу та щорічного державного бюджету, ратифікація частини міжнародних договорів.
Депутати РНП обираються на прямих загальних парламентських виборах на п'ятирічний термін. Теперішній склад РНП — 560 осіб — сформований за підсумками парламентських виборів 2014 року, складається з 10 фракцій. Голова РНП — Сетья Нованто.

## Історія
Датою заснування Ради народних представників офіційно вважається 29 серпня 1945 року — день створення Центрального національного комітету Індонезії, першого владного органу країни, що мав законодавчі повноваження та став прообразом РНП. Разом з тим, як офіційні, так і академічні індонезійські джерела традиційно ведуть історію РНП від досвіду роботи нарадчих органів, що діяли на завершальному етапі нідерландського колоніального володарювання в Індонезії, а також за часів японської окупації країни під час Другої світової війни.

### Передісторія

#### Народна рада

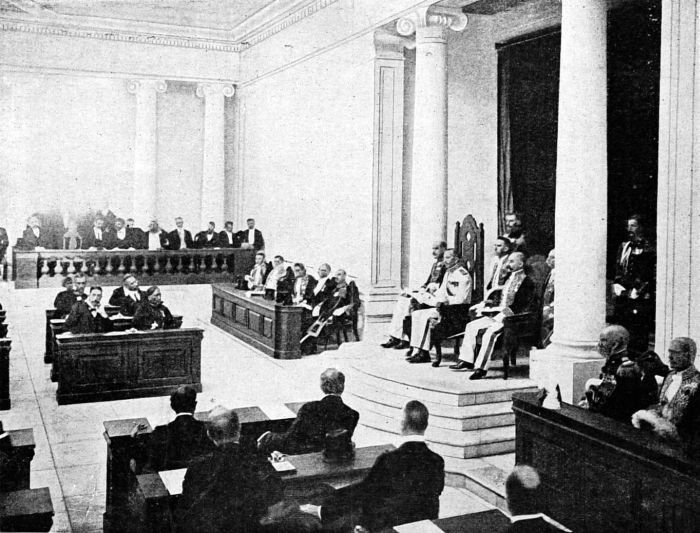
Установче засідання Народної ради у травні 1918 року

Першим загальнонаціональним індонезійським представницьким органом вважається Народна рада, заснована за розпорядженням нідерландського генерал-губернатора 16 грудня 1916 року з метою забезпечення взаємодії між колоніальною адміністрацією, корінним населенням Нідерландської Ост-Індії та представниками численної китайської громади, яка відігравала важливу роль у торгово-економічній галузі. Відповідно до статуту Народної ради до її складу входили 39 засідателів, 15 з яких представляли корінне населення колонії, 23 — голландців і китайців, а також 1 — голова, без зазначення національної приналежності. При цьому 5 засідателів-індонезійців і 9 осіб з голландсько-китайської фракції призначались генерал-губернатором, решта депутатів обирались шляхом складних багатоступінчастих виборів від різних провінцій Нідерландської Ост-Індії та низки громадських організацій. Голову Ради призначав голландський монарх.
Установче засідання Народної ради відбулось у травні 1918 року під головуванням генерал-губернатора графа Йоганнеса Пауля ван Лімбург Стірума, який отримав від королеви Вільгельміни відповідне призначення. Первинно рада мала винятково нарадчі функції, зокрема, генерал-губернатор мав «консультуватись» із нею у фінансових питаннях. 1925 року Рада отримала право законодавчої ініціативи, однак усі її рішення мали затверджуватись генерал-губернатором.
1927 року склад Народної ради було розширено до 55 осіб (відповідно, фракція індонезійців — до 25), а 1930 року — до 60 осіб (фракція індонезійців — до 30). Одночасно була дещо лібералізована система виборів і розширився перелік громадських організацій, що мали право висунення делегатів.
1940 року нідерландський уряд, який після окупації країни гітлерівською Німеччиною переїхав до Лондона, відкинув пропозицію частини індонезійських членів ради про суттєве розширення її повноважень, а у травні 1942 року після захоплення більшої частини Індонезії японцями Народна рада була офіційно розпущена.

#### Японська окупація
У жовтні 1943 року японська окупаційна адміністрація, що прагнула заручитись підтримкою індонезійської суспільної еліти, був започаткований нарадчий орган — Центральна консультативна рада на чолі з Сукарно — майбутнім президентом країни. Пізніше, у березні 1945 року, був сформований Дослідницький комітет з підготовки індонезійської незалежності у складі 62 активістів місцевого національно-визвольного руху (серед них — Сукарно і майбутній віце-президент країни Мохаммад Хатта) під головуванням Раджимана Ведіодінінграта. Дослідницький комітет підготував проєкт індонезійської конституції, на одному з його засідань 1 червня 1945 року Сукарно проголосив принципи Панча Сила, що надалі стали основою державної ідеології Індонезії.

### Центральний Національний комітет Індонезії й законодавчі органи СШІ

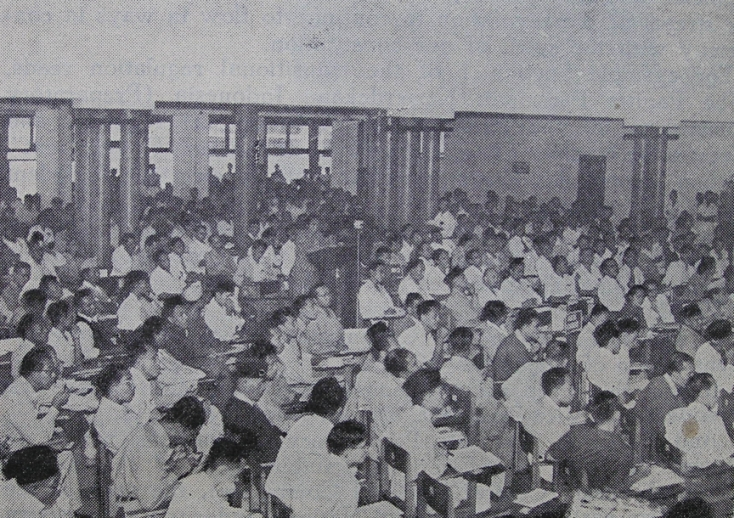
Засідання ЦНКІ 1947 року в місті Маланг (Східна Ява)

7 серпня 1945 року для розгляду напрацювань Дослідницького комітету була сформована Комісія з підготовки незалежності Індонезії. 17 серпня її голова Сукарно та його заступник Хатта проголосили незалежність Індонезії, а 18 серпня Комісія затвердила підготовлений Дослідницьким комітетом проєкт тимчасової конституції. У якості тимчасового представницького органу започатковувався Центральний Національний комітет Індонезії (ЦНКІ), до обов'язків якого входила, зокрема, підготовка створення постійних законодавчих органів влади. ЦНКІ був сформований 29 серпня 1945 року — саме ця дата вважається днем заснування Ради народних представників.
Первинно Комітет мав суто консультативні функції, однак декретом віце-президента від 18 жовтня йому було передано законодавчі повноваження. При цьому скликання Комітету у повному складі передбачалось лише в міру необхідності (засідання відбувались як у Джакарті, так і в інших містах, куди владні органи Індонезії перебазовувались під час подальшої голландської інтервенції), натомість на регулярній основі законодавчі функції виконував Робочий комітет, що створювався у межах Комітету — фактично парламент, прообраз сучасної РНП.
ЦНКІ періодично збирався на засідання упродовж п'яти наступних років, причому від січня 1948 року він діяв паралельно з колабораціоністською Тимчасовою федеральною радою — консультативним органом, створеним нідерландською колоніальною адміністрацією, яка повернула частину країни під свій контроль.
За підсумками індонезійсько-нідерландської конференції 23 серпня — 2 листопада 1949 року (так звана Гаазька конференція круглого столу) було проголошення створення Сполучених Штатів Індонезії (СШІ) — федеративного утворення, до якого планувалось включити і Республіку Індонезію, і групу квазі-незалежних держав, створених за покровительства голландців на утримуваних ними ост-індських територіях.

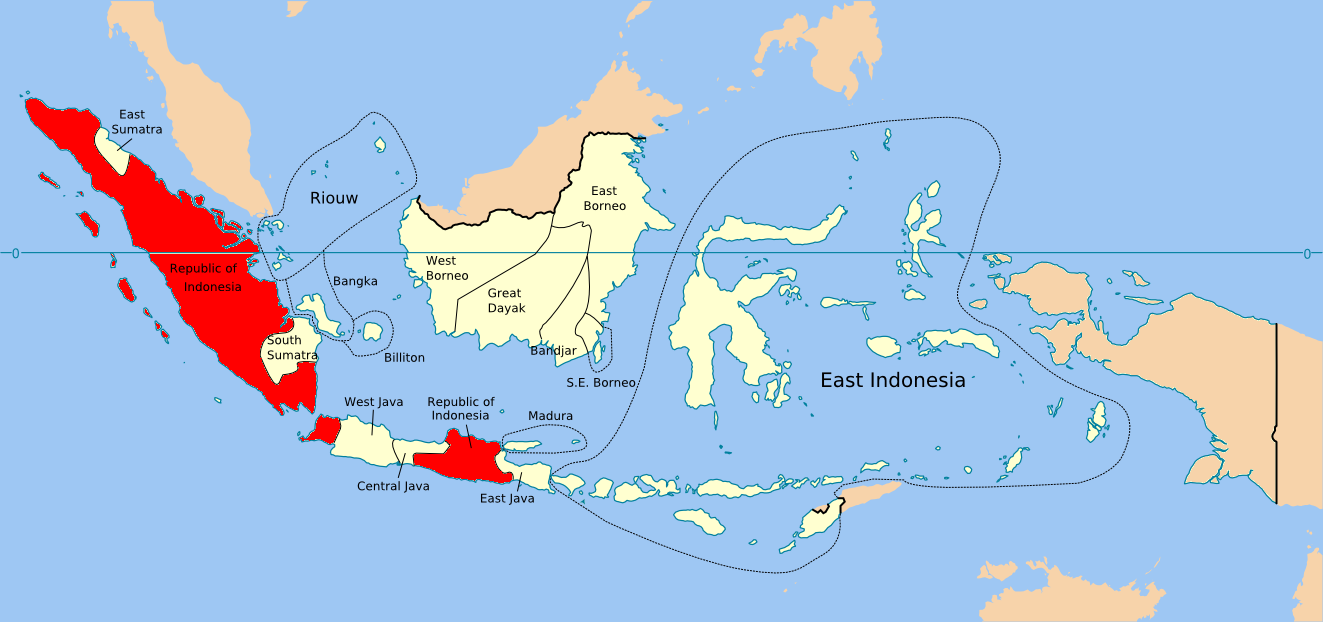
Карта Сполучених Штатів Індонезії

В якості тимчасового законодавчого органу СШІ започатковувались Федеральні консультативні збори у складі представників усіх штатів, які невдовзі були замінені на двопалатний парламент, що складалась з Ради народних представників (150 депутатів) і сенату (32 сенатори — по два від кожної з 16 складових частин СШІ). 15 грудня 1949 року ЦНКІ провів своє останнє засідання, на якому схвалив входження Республіки Індонезія до складу СШІ, та саморозпустився, передавши свої повноваження парламенту СШІ. Таким чином, Рада народних представників СШІ стала правонаступницею законодавчих органів влади, і її діяльність в індонезійській та міжнародній історіографії вважається одним з етапів становлення РНП Республіки Індонезії.
Існування РНП СШІ виявилось досить нетривалим: 15 лютого 1950 року відбулось єдине її засідання, а у квітні того ж року Сполучені Штати Індонезії де-факто припинили своє існування.

### Період «Ліберальної демократії», 1950—1957

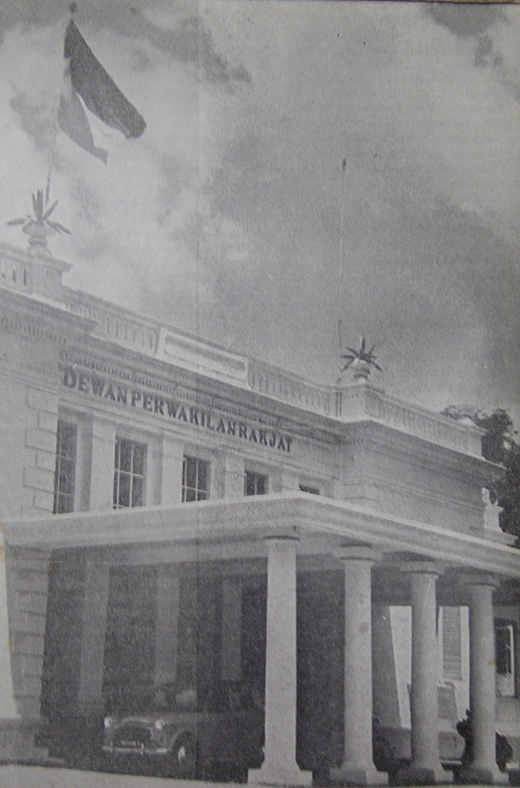
Будівля у Джакарті, в якій Рада народних представників вперше зібралась 16 серпня 1950 року

Після входження практично всіх територій, що були у складі СШІ, до складу Республіки Індонезії влада останньої почала формування органів влади унітарної держави. Започаткований ними однопалатний парламент зберіг назву «Ради народних представників» із префіксом «тимчасова» — постійну РНП планувалось скликати за підсумками загальних виборів. До складу «тимчасової РНП» на рівноправній основі увійшли як всі члени РНП СШІ — 150 депутатів і 32 сенатори, так і 59 членів раніше ліквідованого ЦНКІ — разом 241 член.
Перше засідання РНП відбулось 16 серпня 1950 року — за день до формальної ліквідації СШІ й офіційного проголошення унітарної Республіки Індонезії. До того часу у складі Ради відбулись деякі зміни: замість трьох колишніх сенаторів СШІ та 21-го представника держави Пасундан, які відмовились від парламентських мандатів СШИ, до його складу було введено 19 делегатів, призначених індонезійським урядом. Основи діяльності РНП були прописані у прийнятій наступного дня тимчасовій конституції Індонезії, що замінила конституцію 1945 року. З урахуванням гарантованої новим основним законом держави високої ролі парламенту й багатопартійної системи, що реально склалась до 1950 року, подальший період політичного розвитку Індонезії (до 1957 року) отримав назву «Ліберальної демократії».
З 236 членів РНП лише 204 склали присягу під час вступу на посаду 20 серпня і тільки 170 брали участь у виборах спікера, яким був обраний Сартоно, член Індонезійської національної партії (ІНП). Відповідно до партійної приналежності депутатів було сформовано 20 парламентських фракцій. Найбільшим виявилось представництво Машумі (49 мандатів) та ІНП (36 мандатів).
Структура РНП відображала плюралістичний політичний ландшафт Індонезії періоду «Ліберальної демократії», її діяльність була досить активною й нерідко суперечила інтересам виконавчої влади. Найбільш серйозна колізія сталась 1952 року, коли індонезійське військове керівництво відмовилось виконувати рішення парламенту про скорочення національних збройних сил. РНП зажадав від президента відставки вищого генералітету й реорганізації Міністерства оборони, що призвело до так званого «інциденту 17 жовтня 1952 року» — масових антипарламентських виступів, в яких взяли участь не тільки військовики, але й тисячі цивільних, які їм співчували. Конфлікт удалось врегулювати тільки завдяки особистому втручанню Сукарно, який закликав військовиків до порядку й домігся від парламентарів суттєвого коригування програми скорочення армії.
Новий склад РНП був сформований за підсумками перших в історії Індонезії парламентських виборів, що відбулись у вересні 1955 року. До її складу увійшли представники 28 партій; найбільшими були фракції Машумі та ІНП — по 57 мандатів, Нахдатул Улама — 45 місць і Компартії — 39 місць. Перше засідання оновленої РНП відбулось 26 березня 1956 року.

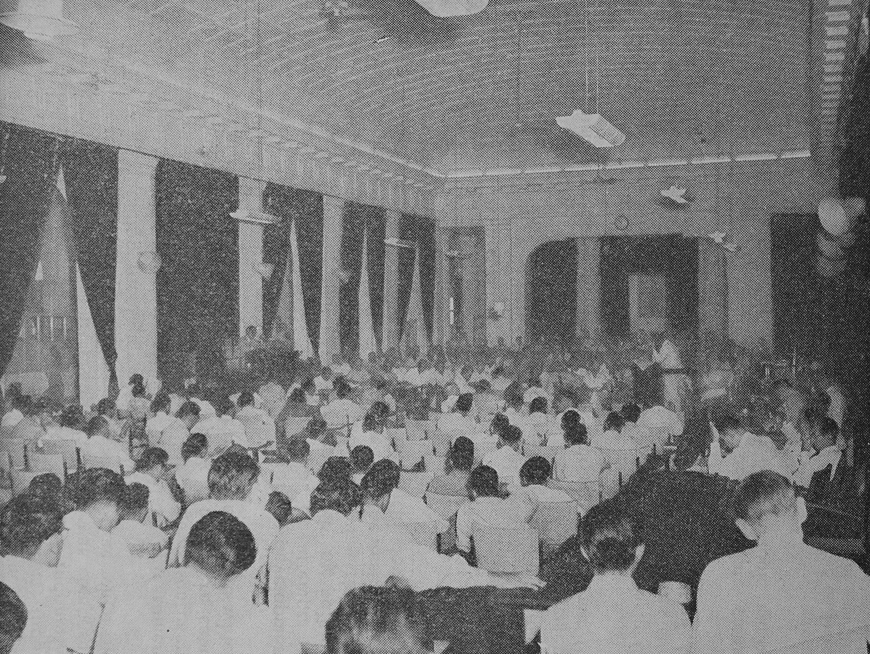
Засідання РНП. 1950-ті роки

У новому складі РНП виявляла ще більшу самостійність, її ініціативи систематично суперечили інтересам Сукарно, який узяв курс на зміцнення президентської влади й делібералізацію політичної системи країни в цілому. 1956 року конфлікт між президентом і парламентом спричинив гостру політичну кризу. Заручившись підтримкою військовиків, у лютому 1957 року Сукарно оприлюднив доктрину Насаком, що передбачала, зокрема, фактичну відмову від парламентаризму, й оголосив про перехід країни до так званою «спрямованої демократії».

### Період «спрямованої демократії»
РНП, що фактично втратила будь-які повноваження, продовжувала формально функціонувати до 5 липня 1959 року, коли було видано президентський указ про відновлення дії конституції 1945 року, що передбачав, зокрема, розпуск парламенту, сформованого відповідно до тимчасової конституції 1950 року, що втратила чинність. Вже 22 липня 1959 року склав присягу новий склад РНП, що включила до свого складу всіх депутатів попереднього скликання, а також 300 урядових призначенців — 100 представників регіонів, 200 представників різних суспільних структур, підконтрольних виконавчій владі, й одного делегата від Західного Іріану, що залишався під голландським контролем. На установчому засіданні парламентарі схвалили повернення до конституційних норм 1945 року, що суттєво звузили повноваження законодавчої влади.
Тим не менше, й у такому складі РНП не виявила повної лояльності до президента. У березні 1960 року парламентарі відхилили запропонований урядом бюджет, що потягнуло за собою рішення Сукарно про розпуск РНП як «нездатної працювати спільно з президентом у дусі конституції 1945 року й доктрини спрямованої демократії» — офіційно розпуск відбувся за підсумками парламентського засідання 24 червня 1960 року.
Вже за два дні, 26 червня 1960 року президентським указом була сформована нова Рада, що отримала офіційну назву «Ради народних представників взаємодопомоги». Загалом до складу РНП увійшли 281 особа, з яких 130 представляли політичні партії, 150 — збройні сили й різні громадські організації (так звані «функціональні угруповання») й 1 — Західний Іріан. Слід зазначити, що парламентські мандати були надані лише 10 політичним партіям; решта — серед них і такі великі, як Машумі та Соціалістична партія — які найбільш послідовно опонували президенту у попередньому складі РНП, парламентського представництва не отримали. Президент зберігав за собою право не тільки розпуску РНП, але й довільного відкликання її депутатів.
В результаті РНП цілком втратила незалежність — парламентарі більше не виступали із законодавчою ініціативою, обмежуючись беззаперечним схваленням законопроєктів, представлених президентом і урядом. В результаті законодавча активність суттєво знизилась: так, 1960 року РНП ухвалила тільки 9 законів (проти 87 1958 року). Не змінюючи свого складу, «РНП взаємодопомоги» функціонувала до фактичного усунення Сукарно від влади й переходу державної влади до військовиків 1965 року.

### Період «Нового порядку»
Після спроби державного перевороту 30 вересня 1965 року, відповідальність за який було покладено на Комуністичну партію, зі складу РНП були виведені всі депутати-комуністи й кілька представників інших партій та організацій, звинувачених у співпраці з комуністами — загалом 62 особи. 15 листопада парламент відновив свою роботу в урізаному складі та продовжував працювати до 19 листопада 1966 року, коли президентським декретом було оголошено про формування нової РНП, яка отримала офіційну назву «Рада народних представників Нового порядку». При цьому всі парламентарі попереднього складу отримали мандати на черговий п'ятирічний термін, однак, окрім них, до складу парламенту була введена фракція збройних сил у кількості 43 осіб. У березні 1968 року парламентарі одностайно затвердили генерала Сухарто — від жовтня 1965 року фактично керував державою, а від березня 1967 року займав пост «тимчасового президента» — на посаді президента країни.
Нове виборче законодавство було прийнято 1969 року. Чисельний склад РНП було встановлено у кількості 460 осіб, 360 з яких були депутатами, обраними на партійній основі за результатами загальних виборів, 75 делегувались від збройних сил і 25 — від різних громадських організацій. Паралельно в країні формувалась нова структура партійного типу: організація «Голкар», що від 1964 року об'єднувала значну частину лояльних до виконавчої влади громадських організацій, була до 1970 року значно збільшена й перетворена на політичний блок, допущений до участі у парламентських виборах.
У парламентських виборах, що відбулись 5 липня 1971 року, взяли участь блок Голкар і 9 офіційно зареєстрованих політичних партій. Голкар, який відкрито підтримали президент і уряд, здобув понад 62 % голосів виборців, що дало йому 236 парламентських мандатів. Сформувавши парламентську більшість, Голкар узяв на себе роль «партії влади», що послідовно підтримувала президентський курс. При цьому спікером РНП залишився лідер партії Нахдатул Улама Ідхам Халід, який обіймав ту посаду ще у попередньому складі РНП.

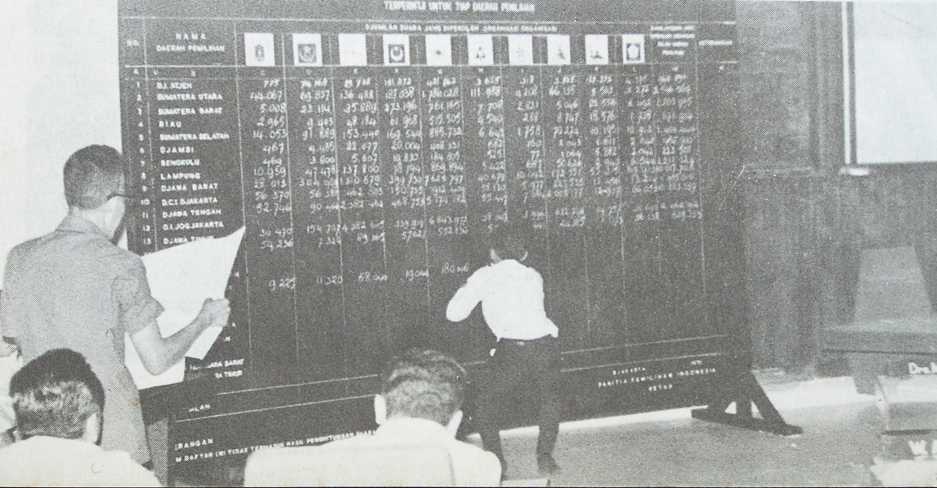
Підбивання підсумків парламентських виборів 1971 року в МВС Індонезії

Слід зазначити, що всі 7 партій, які здобули за підсумками виборів представництво в РНП (124 мандати на всіх), номінально перебуваючи в опозиції до Голкару, насправді демонстрували повну лояльність до уряду Сухарто. В результаті роль РНП у формуванні державної політики була зведена до мінімуму: вона справно схвалювала законопроєкти, ініційовані виконавчою владою. При цьому від практики голосування парламентарі відмовились навіть формально: всі рішення відповідно до оновленого регламенту приймались методом акламації. Практика акламації, що незмінно призводила до схвалення ініціатив виконавчої влади, зберігалась в РНП упродовж всього президентства Сухарто, до 1998 року.
Тим часом уряд Сухарто продовжував курс на делібералізацію політичної системи країни. Відповідно до прийнятого 1974 року законодавства було здійснено примусове злиття політичних партій: усі партії мусульманського спрямування були об'єднані у Партію єдності та розвитку (ПЄР), усі ж партії світської та християнської орієнтації — у Демократичну партію Індонезії (ДПІ). Нова партійна система була закріплена у виборчому законодавстві: до виборів допускались тільки дві новоутворені партії й Голкар.
За підсумками чергових парламентських виборів, що відбулись 2 травня 1977 року, Голкар, знову здобувши підтримку 62 % електорату, отримав 232 мандати, ПЄР — 99 і ДПІ — 29. При цьому, відповідно до оновлених правил, усі невиборні парламентські місця відійшли до представників збройних сил, список яких було затверджено президентом.
РНП складу 1977-1982 років чітко виконував норми й традиції, що встановились від 1971 року з незначним регламентним нюансуванням. Спікером був обраний Адам Малік, який до того обіймав посаду міністра закордонних справ і вступив незадовго до виборів до лав Голкару. 1978 року після призначення Маліка віце-президентом Індонезії пост спікера перейшов до іншого представника Голкару — Дар'ятмо. Надалі — до 1998 року — спікером РНП на безальтернативній основі незмінно обирався представник Голкару, а чотирма віце-спікерами — представники чотирьох парламентських фракцій (Голкар, ПЄР, ДПІ та збройних сил). При цьому пост спікера РНП зазвичай суміщався з постом спікера Народного консультативного конгресу, що збирався раз на п'ять років.
Черговий склад РНП, сформований за підсумками виборів, що відбулись 4 травня 1982 року, незначно відрізнявся від попереднього: Голкар отримав 242 мандати, ПЄР — 94 і ДПІ — 24, чисельність фракції збройних сил все ще складала 75 осіб. Не зазнала суттєвих змін і модальність роботи парламенту.
У лютому 1985 року було ухвалено новий закон, що регулював діяльність РНП. Він передбачав збільшення загального чисельного складу парламенту до 500 осіб, а фракції збройних сил, що призначалась президентом, — до 100 осіб. Таким чином, за підсумками наступних виборів, що відбулись 23 квітня 1987 року, від Голкару та двох партій були обрані 400 депутатів. Голкар, який досягнув ще більш переконливої перемоги (понад 73 % голосів), отримав 299 мандатів, ПЄР — 61 і ДПІ — 40. Принципи роботи РНП й основні норми регламенту зберігались.
За підсумками виборів, що відбулись 9 червня 1992 року, електоральна підтримка Голкару виявилась дещо меншою — трохи більше за 68 %, його фракція скоротилась до 282 осіб. ПЄР отримала 62 мандати, ДПІ — 56. Змін у принципах діяльності РНП та основних нормах регламенту не відбулось.
Вибори 29 травня 1997 року, що стали останніми за часів президентства Сухарто, були найуспішнішими для Голкару — блок здобув понад 74 % голосів виборців і, відповідно, 435 парламентських мандатів. ПЄР отримала 89 місць і ДПІ, що незадовго до виборів пережила внутрішньопартійну кризу, лише 11 місць. Чисельність фракції військовиків була зменшена до 75 осіб.
Слід зазначити, що відповідно до первинного підрахунку результатів виборів ДПІ отримувала тільки 10 мандатів, що не дозволяло їй взяти участь у роботі всіх 11 комітетів РНП й номінувати будь-кого з керівного складу на посаду віце-спікера РНП — як того вимагав регламент. В результаті Центральна виборча комісія ініціювала перерахунок голосів на одній з виборчих дільниць Північної Суматри, що виявив кілька тисяч додаткових бюлетенів, поданих на користь заступника голови партії Ахмада. Це дозволило йому обійти суперника з ПЄР, поповнити партійну фракцію та зайняти пост віце-спікера.

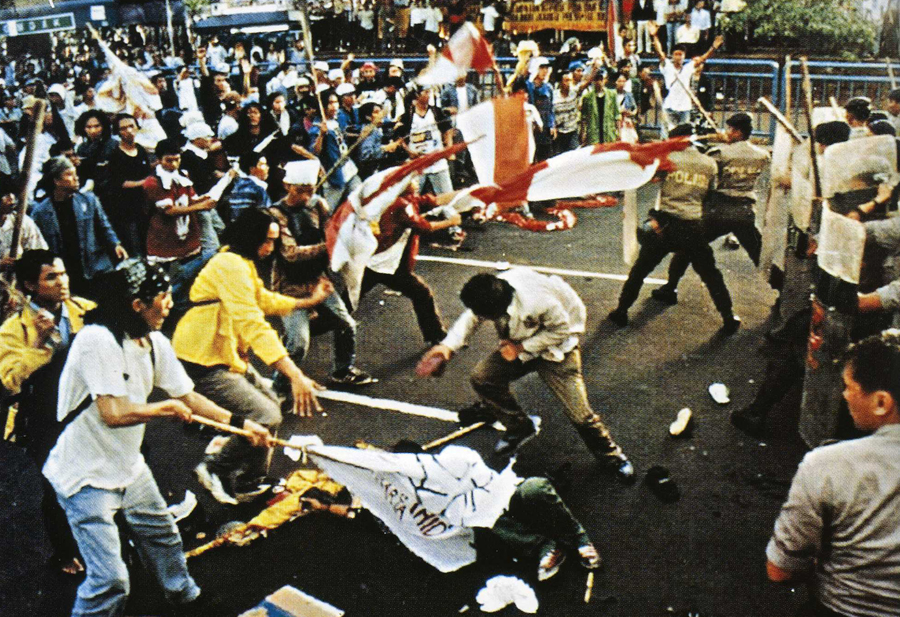
Студентські заворушення у безпосередній близькості від парламентського комплексу. Травень 1998 року

Первинно РНП демонстрував цілковиту лояльність до Сухарто, обраного Народним консультативним конгресом у березні 1998 року на шостий президентський термін, незважаючи на ознаки гострої економічної, а потім і політичної кризи в країні, що виявились наприкінці 1997 року. Керівництво РНП підтримувало президентську тезу про можливість політичних перетворень не раніше 2003 року — після завершення затвердженої НКК п'ятирічної програми державного розвитку. Тільки після масштабних заворушень 12-14 травня 1998 року у Джакарті й подальшої різкої ескалації проти президентських настроїв практично у всіх верствах індонезійського суспільства голова РНП Хармоко приєднався до закликів про добровільну відставку Сухарто.
Вітаючи ініціативу Хармоко та прагнучи утримати парламентарів на заявленій позиції, керівництво кількох студентських організацій, що складали кістяк радикального опозиційного руху, організували 19 травня 1998 року ненасильницьке захоплення будівлі парламенту. Вона утримувалась студентами упродовж трьох діб (за той час у ній побували не менше 80 тисяч протестувальників) і була звільнена після того, як керівники РНП під час перемовин з лідерами студентських організацій пообіцяли вжити всіх заходів для найшвидшого скликання НКК й розробки програм масштабних демократичних реформ, та, одночасно, стало відомо про відставку Сухарто, що готувалась.
Слід зазначити, що під час відставки Сухарто та приведення до президентської присяги віце-президента Бухаруддіна Юсуфа Хабібі, що відбулись 21 травня 1998 року, жодної участі РНП — навіть формальної — потрібно не було, оскільки подібна процедура не була передбачена ані індонезійською конституцією, ані чинним на той момент законодавством.

### Постсухартівський період
Після переходу президентських повноважень до Хабібі РНП продовжувала функціонувати у попередньому складі та відповідно до старих норм. Основним змістом її діяльності стало пропрацювання підготовлених урядом до липня 1998 року проєктів законів, покликаних забезпечити демократизацію політичної системи країни — в тому числі й тих, що стосувались положення й діяльності самої РНП. При цьому робота Ради зазнала різкої критики з боку прибічників широких реформ як нерішуча й половинчаста.

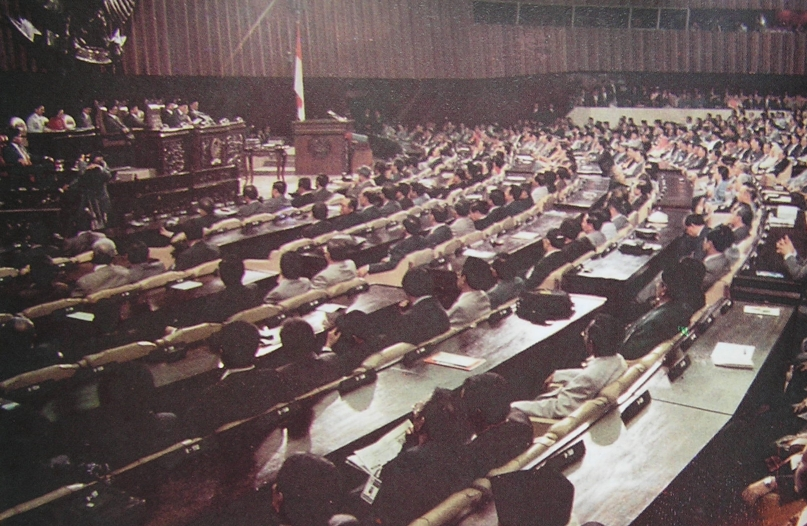
Позачергова сесія РНП. Жовтень 1999 року

Пропрацьований РНП пакет «політичних законів» був у цілому схвалений під час позачергової сесії Народного консультативного конгресу 1-13 жовтня 1998 року, однак редагування більшої частини законопроєктів було вирішено продовжити у межах спеціально створеної в РНП між партійної комісії. Комісія завершила роботу 28 січня 1999 року, а 1 лютого того ж року нові «політичні закони» набрали чинності після їх підписання президентом Хабібі.
Відповідно до нових законів про РНП, НКК та регіональні ради народних представників, Рада народних представників зберігала свою роль однопалатного парламенту, що виконував поточні законодавчі функції у перервах між сесіями НКК. До її складу включались 462 депутати, які обирались на загальних виборах від політичних партій, і 38 депутатів, делегованих від збройних сил. Таким чином, фракція військовиків скорочувалась практично вдвічі у порівнянні з її попередньою чисельністю (75 мандатів). Керівництво РНП, що складалось з голови та трьох його заступників, які представляли найбільші фракції, офіційно оголошувалось колективним. Термін повноважень депутатів залишився сталим — 5 років.

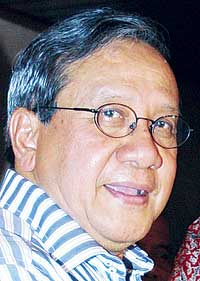
Акбар Танджунг — багаторічний депутат РНП від Голкару (1977—2004 роки), голова РНП у 1999—2004 роках

При цьому новий закон про політичні партії легалізував та впорядкував багатопартійну систему, що вже реально склалась в Індонезії до того моменту, а закон про загальні вибори зберігав їхню п'ятирічну періодичність за значної демократизації організаційних моментів.
Таким чином, під час виборів 7 червня 1999 року РНП обиралась на якісно новій правовій основі: у боротьбі за парламентські мандати взяли участь 48 зі 141 офіційно зареєстрованих політичних партій. Переможцем виборів стала Демократична партія боротьби Індонезії (ДПІ-Б), що здобула 33,8 % голосів виборців та отримала 153 парламентських мандати. Голкар, перетворений, відповідно до вимог нового законодавства, на нову політичну партію, посів друге місце, отримавши 22,5 % голосів (120 мандатів у РНП).
Разом до складу РНП було обрано представників 21 партії, 10 з яких отримали лише по одному мандату. При цьому у складі РНП склалась приблизна рівність сил, що представляли три основних політичних табори Індонезії кінця 1990-х років: консервативного, реформаторського й мусульманського. За тих умов РНП швидко перетворилась на майданчик реальної політичної боротьби, основною метою якої було забезпечення підтримки лідерів найбільших партій під час виборів президента й віце-президента.
Після президентських і віце-президентських виборів, що відбувались 20—23 жовтня 1999 року та принесли перемогу, відповідно, Абдуррахману Вахіду й Мегаваті Сукарнопутрі, роль РНП залишалась вкрай активною. При цьому досить швидко визначилась тенденція до загострення її відносин з президентом Вахідом, який прагнув до максимальної келійності прийняття важливих політичних рішень. Зусилля останнього з приниження ролі законодавців стали настільки очевидними, що поступово до активного опонування президенту в РНП підключилась і більшість його колишніх прибічників.

Підсумки парламентських виборів 2004 року

Протистояння РНП з президентом стало головною складовою державного розвитку Індонезії упродовж півтора років та завершилось гострою політичною кризою у червні —липні 2001 року. 21 липня парламентарі ініціювали скликання позачергової сесії НКК для розгляду питання про винесення вотуму недовіри президенту. 22 липня Вахід оглосив про запровадження у країні надзвичайного стану й віддав наказ збройним силам про недопущення проведення сесії НКК, який був проігнорований військовиками, які відкрито прийняли сторону парламентарів. 23 липня НКК ухвалив рішення про відставку Вахіда й передачу повноважень глави держави до віце-президента Мегаваті Сукарнопутрі.
За часів президентства Мегаваті Сукарнопутрі РНП, зберігаючи високу активність, підтримувала досить коректну взаємодію з главою держави та виконавчою владою в цілому.
РНП, сформована за підсумками виборів, що відбулись 5 квітня 2004 року, принципово відрізнялась від попередніх складів парламенту відсутністю фракції збройних сил — всі депутати (загалом 550 осіб) обирались за партійними списками. Найбільшу фракцію (128 мандатів) сформував Голкар, який лідирував на виборах з 21,5 % голосів, другу за величиною (109 мандатів) — ДПІ-Б, що фінішувала другою з 18,5 % голосів. Кількість партій, що отримали парламентське представництво, зменшилась до 16.
Модальність роботи РНП в цілому залишалась сталою: активне виконання законодавчих функцій сполучалось з успішною взаємодією з виконавчою владою — як до кінця президентства Мегаваті Сукарнопутрі (20 жовтня 2004 року), так і після обрання на пост глави держави Сусіло Бамбанга Юдойоно (вперше в історії Індонезії обраний не сесією НКК, а в результаті прямих президентських виборів).
2009 року за результатами підсумків чергових парламентських виборів була сформована Рада у складі 560 депутатів, представників 9 політичних партій. Найбільші фракції сформували Демократична партія (148 мандатів), Голкар (107 мандатів) і ДПІ-Б (94 мандати). Під час повноважень тієї РНП зберігалась тенденція до зростання самостійності Ради як органу державної влади. При цьому, враховуючи наявність найбільшої фракції президентської Демократичної партії та кількох фракцій її політичних союзниць, взаємодія з органами виконавчої влади була досить ефективною.
Сучасний склад РНП був сформований за підсумками парламентських виборів, що відбулись 9 квітні 2014 року та склав присягу 1 жовтня 2014. Його численність залишилась незмінною — 560 осіб. У парламенті представлено 10 політичних партій, які сформували відповідну кількість фракцій. Найбільші фракції сформували ДПІ-Б (109 мандатів), Голкар (91 мандат), Рух за велику Індонезію (73 мандати) й Демократична партія (63 мандати). Головою РНП був обраний голова ДПІ-Б Сетья Нованто, 2016 року його замінив представник Голкару Аде Комарудін.

## Партійний склад

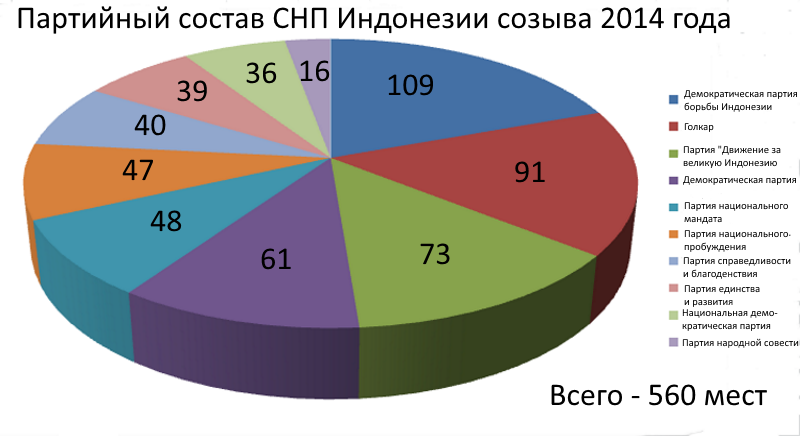
Фракційний склад РНП скликання 2014 року

У нинішньому складі Ради народних представників, приведеному до присяги 1 жовтня 2014 року, 560 депутатів, всі з них були обрані за партійними списками. Представниками кожної з 10 партій, що отримали парламентське представництво за підсумками виборів 2014 року, сформована окрема фракція (подібна рівність кількості парламентських партій і парламентських фракцій не є автоматичною, оскільки чинне індонезійське законодавство припускає формування у законодавчих органах влади будь-якого рівня об'єднаних фракцій у складі представників двох і більше партій).

## Положення в системі державної влади
Рада народних представників є однією з двох палат вищого законодавчого органу Індонезії — Народного консультативного конгресу, що скликається відповідно до чинного законодавства не рідше, ніж раз на 5 років. Окрім депутатів РНП, до НКК входять члени Ради представників регіонів — 128 делегатів від провінційних рад народних представників (по 4 від кожної провінції). Таким чином, РНП виконує поточні законодавчі функції у перервах між сесіями НКК й фактично є постійно діючим однопалатним парламентом (поняття «парламент» у конституції й законодавстві Індонезії не фігурує).
РНП не може бути розпущена до завершення терміну її повноважень — відповідна президентська прерогатива була скасована 2004 року відповідними поправками до конституції.

## Повноваження
Конституція Індонезії закріплює за РНП три функції: законодавчу, планову й наглядову. Для їх реалізації вона, відповідно до чинного законодавства, має такі повноваження:
1. Розробка законів та прийняття взаємно прийнятного рішення з президентом;
2. Схвалення або несхвалення надання урядовим постановам статусу закону;
3. Розгляд законопроєктів, підготовлених Радою регіональних представників;
4. Обговорення законопроєктів, підготовлених РРП у самій Раді та з президентом;
5. Обговорення законопроєктів з регіональної проблематики із залученням РРП для подальшого їх обговорення з президентом;
6. Прийняття до відома міркувань РРП щодо законопроєктів у галузі бюджетної політики, оподаткування, освіти й віросповідання;
7. Обговорення з президентом з урахуванням думки РРП ініційованих президентом законопроєктів, що стосуються формування державного бюджету;
8. Здійснення нагляду за виконанням законів і державного бюджету;
9. Обговорення повідомлень РРП за результатами її нагляду за виконанням законів, що стосуються регіональної проблематики, та прийняття необхідних висновків;
10. Надання дозволу президенту на оголошення війни, укладення миру й підписання міжнародних угод, що мають особливе значення для держави;
11. Подання президенту міркувань щодо амністії;
12. Подання президенту міркувань щодо призначення глав дипломатичних місій за кордоном й акредитації в Індонезії глав зарубіжних дипломатичних місій;
13. Обрання членів Рахункової палати з урахуванням думки РРП;
14. Обговорення доповідей Рахункової палати і прийняття відповідних висновків;
15. Надання дозволу президенту на призначення членів Державної комісії з юридичної експертизи;
16. Схвалення кандидатур на посади суддів Верховного суду для подальшого їх затвердження президентом;
17. Обрання трьох членів Конституційного суду для подальшого їх затвердження президентом;
18. Надання дозволу на передачу державного майна, в тому числі у межах реалізації міжнародних угод;
19. Прийняття, збір та опрацювання наказів виборів для прийняття відповідних висновків;
20. Виконання інших обов'язків, передбачених законодавством.

Термін повноважень депутатів РНП — 5 років. Термін повноважень вираховується з моменту складання депутатами присяги та завершується після складання присяги депутатами Ради наступного скликання. Пленарне засідання РНП проводиться раз на рік, при цьому передбачена можливість проведення екстрених пленарних засідань.

## Структура
Відповідно до чинного законодавства до складу РНП входять керівництво, комісії, спеціальні комісії, комітети, а також «інші структури, що засновуються за необхідності».

### Керівництво
Керівництво РНП здійснюють голова Ради й чотири його заступники. Посаду голови обіймає представник партії, що здобула найбільшу кількість парламентських мандатів, посади заступників — представники партій, які у цьому сенсі займають друге, третє, четверте і п'яте місця.
Нині головою РНП є представник Голкару Сетья Нованто, заступниками голови — Агус Херманто, Фадлі Зон, Тофік Курнаван і Фахрі Хамза, які представляють, відповідно, Демократичну партію, «Рух за велику Індонезію», Партію національного мандату й Партію справедливості і благоденства.
Голови РНП від моменту її створення:
- Касман Сингодимедьо (1945—1950);[61]
- Сартоно (1950—1960);
- Заїнул Аріфін (1960—1963);
- Арудьї Картавіната (1963—1966);
- контр-адмірал Мурсалін Денг Мамангунг (1966; в. о.);
- Ахмад Ш'яйху (1966—1972);
- Ідхам Халід (1972—1977);
- Адам Малік (1977—1978);
- генерал-лейтенант Дар'ятмо (1978—1982);
- генерал-лейтенант Амірмахмуд (1982—1987);
- генерал-лейтенант Харіс Сунуд (1987—1992);
- генерал-лейтенант Вахоно (1992—1997);
- Хармоко (1997—1999);
- Акбар Танджунг (1999—2004);
- Агунг Лаксоно (2004—2009);
- Марзуки Алі (2009—2014);
- Сетья Нованто (2014—2015);
- Фадлі Зон (2015—2016; в.о.);
- Аде Комарудін (2016);
- Сетья Нованто (від 2016).

### Комісії
Комісії є основними робочими структурами РНП. У складі чинної РНП сформовано 11 комісій, що проводять законотворчу діяльність на різних напрямках. Комісія офіційно йменується за відповідним порядковим номером. Кожна з комісій має повноваження проводити зустрічі з президентом, віце-президентом і главами органів виконавчої влади для обговорення питань, що входять до сфери її компетенції.
Комісії РНП і сфери їх компетенції:
- Комісія I — оборона, зовнішня політика та інформація;
- Комісія II — внутрішні справи, регіональна автономія, державний апарат і аграрні питання;
- Комісія III — юстиція, права людини й безпека;
- Комісія IV — сільське господарство, лісова справа, морські справи, рибальство й забезпечення населення продовольством;
- Комісія V — транспорт, зв'язок, громадські роботи, житлове будівництво, розвиток сільської місцевості й відсталих регіонів;
- Комісія VI — торгівля, промисловість, інвестиції, кооперативи, малий і середній бізнес, державне підприємництво;
- Комісія VII — енергетика, природні ресурси, дослідження й технології, охорона навколишнього середовища;
- Комісія VIII — релігія, соціальні питання, права жінок;
- Комісія IX — народонаселення, охорона здоров'я, трудові ресурси, міграційна політика;
- Комісія X — освіта, справи молоді, спорт, туризм, мистецтво і культура;
- Комісія XI — фінанси, планування національного розвитку, банківські та небанківські фінансові інституції.

### Спеціальні комісії й комітети
Спеціальні комісії створюються у РНП на тимчасовій основі для вирішення конкретних завдань, у тому числі для пропрацювання екстрених законопроєктів і проведення парламентських розслідувань.
Комітети діють на постійній основі. У нинішньому складі РНП сформовано 7 комітетів:
- Організаційний комітет;
- Комітет із законодавства;
- Бюджетний комітет;
- Комітет зі звітності деравних фінансових органів;
- Комітет з депутатської етики;
- Комітет з міжпарламентського співробітництва;
- Комітет з управління справами.

## Міжнародна діяльність
РНП бере активну участь у міжнародному міжпарламентському співробітництві у межах таких багатосторонніх структур, як Міжпарламентський союз, Азійська парламентська асамблея, Азійсько-Тихоокеанський парламентський форум, Міжпарламентська організація АСЕАН. Парламентарі формують групи зі співробітництва з різними іноземними державами, практикується регулярний делегаційний обмін з зарубіжними парламентарями.

## Будівля Ради

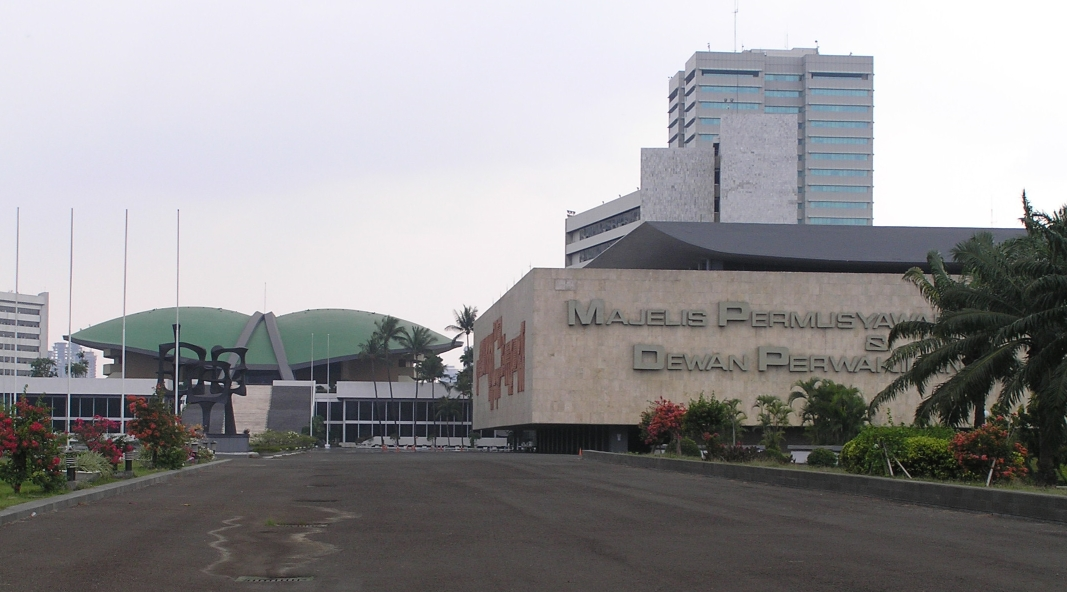
Комплекс РНП-НКК у Джакарті. Будівля пленарних засідань «Нусантара» — під зеленим дахом

РНП розміщується у парламентському комплексі, розташованому в районі Сеная́н на півдні Джакарти, що офіційно йменується «Будівля Ради народних представників і Народного консультативного конгресу». У складі комплексу є 6 будівель, головною з яких є будівля «Нусантара» (патетична назва Індонезії, буквально «архіпелаг»), призначена для пленарних засідань РНП і з'їздів НКК. Решта будівель, призначені для роботи комісій, різноманітних апаратних підрозділів, протокольних заходів та прийому громадян, мають назву «Нусантара-1», «Нусантара-2» «Нусантара-3», «Нусантара-4» «Нусантара-5».
Комплекс було збудовано за проєктом індонезійського архітектора Суюді Вірджоатмоджо. Будівництво було розпочато у березні 1965 року: будівлі первинно призначались для проведення ініційованої Сукарно міжнародної «Конференції нових сил, що зароджуються» — форуму, покликаного об'єднати країни, що розвиваються, невдоволені світовим порядком, що склався на той момент. Після приходу до влади Сухарто, який відмовився від ідеї конференції та в цілому від сукарнівської концепції «нових сил, що зароджуються», було прийнято рішення про передачу комплексу Ради народних представників.
Будівля «Нусантара» була передана парламентарям після завершення будівництва у березні 1968 року. Друга черга комплексу була здана у березні 1978, третя — у вересні 1982 й четверта, остання — у лютому 1983 року. Загальна площа комплексу — понад 80 000 м², максимальна висота — 100 м.
Комплекс безпосередньо примикає до джакартського стадіону «Бунг Карно». РНП, а також законодавчу гілку влади в цілому часто називають словом «Сенаян».